# Germantown (Ohio)
Germantown es una ciudad ubicada en el condado de Montgomery en el estado estadounidense de Ohio. En el Censo de 2010 tenía una población de 5547 habitantes y una densidad poblacional de 502,51 personas por km².

## Geografía
Germantown se encuentra ubicada en las coordenadas 39°37′57″N 84°21′53″O / 39.63250, -84.36472. Según la Oficina del Censo de los Estados Unidos, Germantown tiene una superficie total de 11.04 km², de la cual 11.04 km² corresponden a tierra firme y (0%) 0 km² es agua.

## Demografía
Según el censo de 2010, había 5547 personas residiendo en Germantown. La densidad de población era de 502,51 hab./km². De los 5547 habitantes, Germantown estaba compuesto por el 97.53% blancos, el 0.81% eran afroamericanos, el 0.2% eran amerindios, el 0.5% eran asiáticos, el 0.02% eran isleños del Pacífico, el 0.11% eran de otras razas y el 0.83% pertenecían a dos o más razas. Del total de la población el 1.17% eran hispanos o latinos de cualquier raza.